# Yechiel Lerer
Yechiel Lerer (1910-1943) foi um poeta iídiche.
Lerer viveu no Gueto de Varsóvia e participou nas atividades literárias do gueto. Esteve envolvido no periódico Hamadrikh (Hebráico: "O Guia"). Yechiel foi morto no Campo de concentração de Treblinka.